# Wadern
Wadern – miasto w Niemczech, w kraju związkowym Saara, w powiecie Merzig-Wadern. Zamieszkuje je 16 406 osób (2010). Leży nad rzekami Prims, Löster, Wahnbach i Wadrill, w regionie Hunsrück. Jest trzecim co do wielkości (pod względem powierzchni) miastem Saary po Saarbrücken i St. Wendel.
Miasto leży pk. 54 km na południowy wschód od Luksemburga i ok. 35 km na północny zachód od Saarbrücken.

## Klimat

Klimatogram (suma opadów)

Średnia suma opadów dla Wadern wynosi 1114 mm. Najmniej opadów przypada na kwiecień, najwięcej zaś na grudzień.

## Dzielnice
W skład miasta wchodzi 16 dzielnic:
Bardenbach, Büschfeld, Überlosheim, Dagstuhl, Gehweiler, Krettnich, Lockweiler, Löstertal, Morscholz, Noswendel, Niederlöstern, Nunkirchen, Steinberg, Wadern, Wadrill, Wedern.

## Historia
Pierwsze wzmianki o Wadern pochodzą z 950, z dokumentów opactwa w Mettlach. W 1765 miejscowość otrzymała prawa targowe. Największy rozkwit Wadern przeżywało po reformie administracyjnej z 1974, po czterech latach przyznano mu prawa miejskie.

## Zabytki
- Muzeum Regionalne (Heimatmuseum)
- zamek Dagstuhl, wybudowany w 1761
- barokowy pałac w Münchweiler
- katolicka kaplica pw. Wniebowstąpienia NMP w Buweiler-Rathen, wybudowana w 1896
- Park Natury Saar-Hunsrück

## Polityka

### Rada miasta
|        | CDU   | SPD    | ProHochwald | FWG/FBL | Razem     |
| 2004   | 14    | 13     | 3           | 15      | 45 miejsc |
|        | 43,2% | 35,1%  | 10,4%       | 7,7%    |           |
| Zmiana | -0,4% | -13,1% | +100,4%     | +0,7%   |           |

CDU weszło w koalicję z FWG/FBL i tym samym posiada większość głosów.

### Burmistrzowie
- 1958–1984: Herbert Klein, CDU
- 1984–1998: Berthold Müller, CDU
- od 1998: Fredi Dewald, SPD

## Współpraca
Miejscowości partnerskie:
- Jeumont, Francja
- Montmorillon, Francja
- Sobotka, Czechy
- Wahrenbrück – dzielnica Uebigau-Wahrenbrück, Brandenburgia

## Komunikacja
Przez Wadern nie przebiegają żadne ważniejsze drogi, jednak w pobliżu znajduje się autostrada A1 (zjazd 137 Nonnweiler-Braunshausen i 138 Nonnweiler-Primstal) oraz droga krajowa B268 (w Neunkirch).
Od grudnia 1897 do maja 1980 funkcjonowała stacja kolejowa (na Primstalbahn), stacja towarowa użytkowana była do 1988. Wraz z zamknięciem odcinka Nonnweiler-Wadern w 1968 stacja Wadern stała się stacją końcową.

## Osoby

### urodzone w Wadern

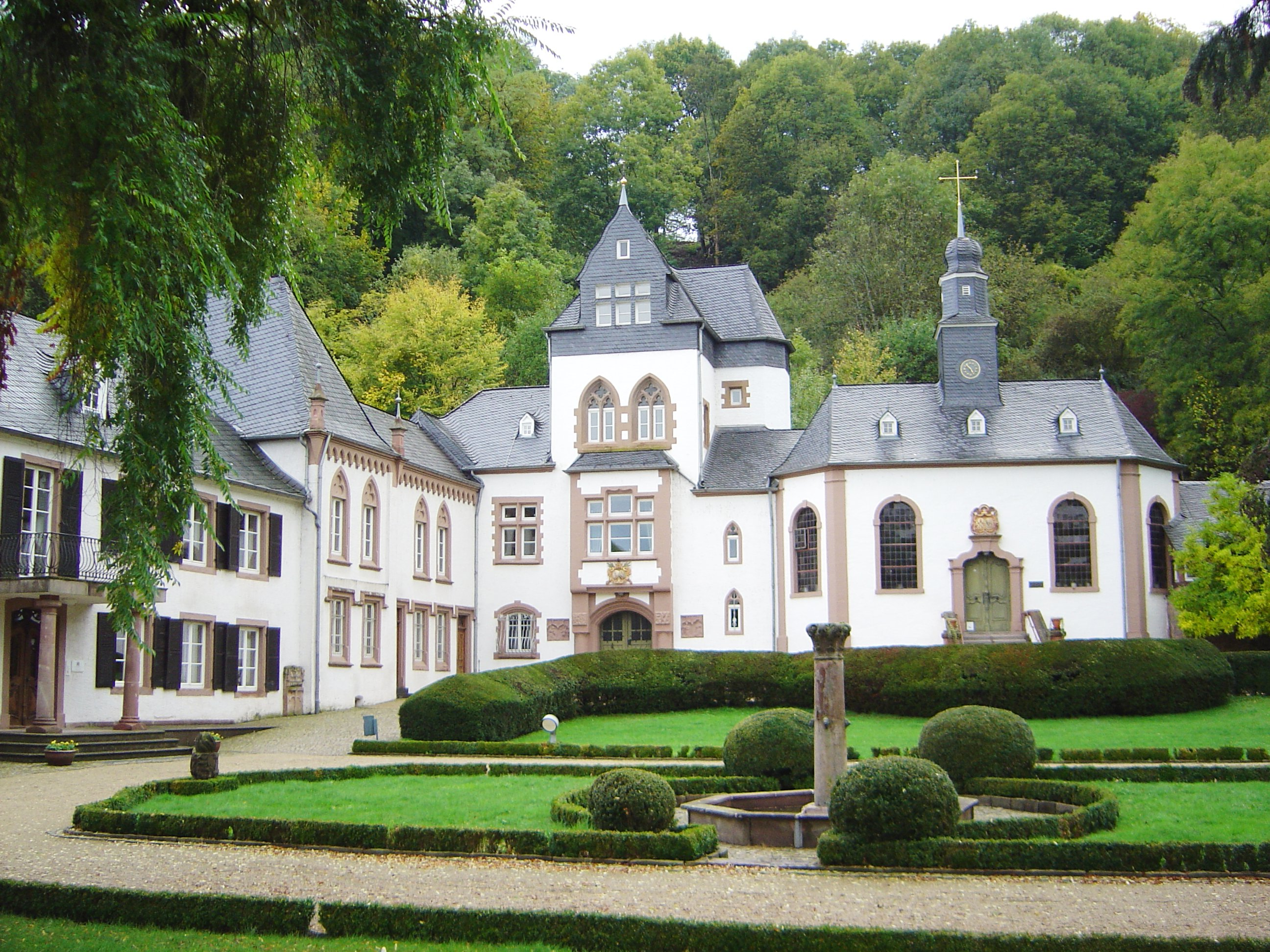
Zamek Dagstuhl

- Nikolaus München (ur. 1794, zm. 1881), proboszcz katedry w Kolonii
- Hans-Werner Müller (ur. 1942), polityk, sekretarz generalny UEAPME
- Wilfried Loth (ur. 1948), historyk, politolog
- Anke Rehlinger (ur. 1976), polityk

### związane z miastem
- Josef Schmitt (ur. 1921, zm. 1996), polityk CDU
- Hermann Wedekind (ur. 1910, zm. 1998), aktor
- Heinz G. Schwärtzel (ur. 1936), matematyk, informatyk